# لطایف‌الطوایف
لطایف‌الطوایف کتابی است به زبان فارسی در سبک ادبیات داستانی نوشته فخرالدین علی صفی از نویسندگان قرن دهم هجری. در این کتاب وی به بیان نکته‌های لطیف در میان مردم جامعه پرداخته است.
این کتاب ۱۰۲ فصل دارد و درونمایه‌های حکایت‌ها این کتاب به چهار دسته کلی تقسیم شده است: درونمایه سیاسی، اجتماعی، اخلاقی، دینی، مذهبی و هنری. از کل موضوعات کتاب، ۳۰۱ مورد در حیطه مسائل سیاسی و اجتماعی است که از میان ۱۳۰ مورد (حدود نصف موضوعات اجتماعی) تنها به شاهان و حاکمان و مسائل مربوط به حکومت اختصاص دارد.

## آشنایی بیشتر با کتاب لطایف الطوایف
این کتاب را می‌توان آخرین و نهایی‌ترین اثر فخرالدّین علی صفی به شمار آورد. مؤلف در سال ۹۳۹ پس از اینکه از حبس یک سالهٔ شهر هرات نجات یافت، پس از مرارت‌های بسیار خود را به غرجستان و دربار شاه محمد سلطان، سیف‌الملوک رسانید. وی خواست مجموعه‌ای فراهم آورَد تا «مطالعهٔ آن سبب ازدیاد فرح و نشاط، و باعث اهتراز بر بساط انبساط باشد» و سلطان سیف‌الملوک «بعد از فراغ از انتظام امور طوایف انام» بتواند با مطالعهٔ آن، غبار خاطر از زنگار بزداید. از این رو مؤلف دست به قلم برده و در فاصله‌ای اندک ـ زیرا حضور و آرامش وی در آن سامان به سالی نکشید ـ لطایف الطوایف را فراهم آورد.
این اثر صفی دارای چهارده باب است و به احتمال بسیار این تعداد و عدد را تیمناً و به ارادت معصومین (ع) انتخاب و تدبیر نموده است. هر یک از این چهارده باب نیز دارای فصل‌هایی متعدد و متنوع است که هر فصل نیز حکایت‌هایی بنا به موضوعِ فصل را در بر می‌گیرد.
لطایف الطوایف را می‌توان اولین اثر در ادبیات فارسی به شمار آورد که به صورت منسجم (تبویب و ترتیب) به مسئلهٔ مزاح و مطایبه از نگاه پیامبر اسلام و ائمهٔ هدی پرداخته است و اقوال، حکایات، لطایف و نکات شریفه‌ای مربوط به هر یک از این بزرگان ـ به ترتیب و تفکیک ـ نقل نموده. دو باب اوّل این کتاب به این بزرگان اختصاص دارد و سراسر آن بر محور ادب و حکمت و اخلاق است و این نکته از برازندگی‌ها و ارزش‌های مهم این اثر به شمار می‌رود.
این کتاب در مقایسه با آثاری دیگر و همانند ـ همچون رسالهٔ دلگشای عبید زاکانی ـ خالی از استهجان و رکاکت است و اصطلاحاً اثری پاکیزه و اخلاقی است و مؤلف در حفظ ادب زبانی کوشیده است.
هر چند حکایات و لطایف این اثر همهٔ افراد جامعه ـ از حاکمان تا عامهٔ مردم ـ را در بر می‌گیرد ولی توجّه و گرایش مؤلف به مفاهیمی همچون عدالت، ظلم‌ستیزی، تقواپیشگی، گذشت و مدارا پیداست؛ این مفاهیم به‌ویژه در حکایات و لطایفِ مربوط به حاکمان و سلاطین و امرا و ارباب قدرت آشکارتر و ملموس‌تر است. گویا مؤلف خواسته است در ضمن حکایات و لطایف، حاکمان و بزرگان عصر خویش را به دادخواهی و رفق و دیگر ارزش‌های اخلاقی فرا خوانَد.

## فهرست بابهای کتاب لطایف الطوایف
باب اوّل: در بیان استحباب مزاح و ذکر بعضی از مطایبات که پیغمبر به اصحاب فرموده‌اند.
باب دوم: در ذکر بعضی از نکات شریفه و حکایات لطیفه ائمه معصومین با خواص خویش.
باب سوم: در ذکر حکایات لطیفه ملوک و حکّام و ظرایف سلاطین انام.
باب چهارم: در ذکر لطایف امرا و مقرّبان و ظرایف وزرا و ارباب دیوان.
باب پنجم: در لطایف ادیبان و منشیان و ندیمان و سپاهیان، و دلیران در مناظره پادشاهان.
باب ششم: در لطایف اعراب و نکات فصحا و بلغا و ذکر بعضی از حکم و امثال ایشان.
باب هفتم: در لطایف مشایخ و علما و قضات و فقها و واعظین.
باب هشتم: در لطایف حکمای متقدّمین ومتأخرّین و حکایات عجیبة اطبّا و معبرّین و منجّمین.
باب نهم: در لطایف شعرا و بدیهه گفتن ایشان در محّل‌ها و ذکر بعضی از عجایب صنایع شعری و بدایع فکری ایشان.
باب دهم: در لطایف ظرفا از مردان و زنان.
باب یازدهم: درحکایات و لطایف بخیلان و پرخواران و طفیلیان.
باب دوازدهم: در لطایف طامعان و دزدان و گدایان و کوران و کرّان.
باب سیزدهم: در لطایف کودکان و غلامان و کنیزان زیرک.
باب چهاردهم: در حکایات ابلهان و کذاّبان و مدّعیان نبوّت و دیوانگان.